# Assandh
Assandh é uma cidade e um município no distrito de Karnal, no estado indiano de Haryana.

## Demografia
Segundo o censo de 2001, Assandh tinha uma população de 22 707 habitantes. Os indivíduos do sexo masculino constituem 53% da população e os do sexo feminino 47%. Assandh tem uma taxa de literacia de 62%, superior à média nacional de 59,5%; com 58% para o sexo masculino e 42% para o sexo feminino. 15% da população está abaixo dos 6 anos de idade.